# Nederlandse kabinetscrisis over het omroepbestel
De Nederlandse kabinetscrisis over het omroepstelsel leidde op 27 februari 1965 tot een voortijdig einde van het in 1963 gevormde kabinet-Marijnen. De exacte redenen voor de val bleven duister, maar duidelijk was wel dat het kabinet geen overeenstemming had kunnen bereiken over het omroepbeleid.
De vragen die daarbij speelden, waren: op grond van welke criteria moeten nieuwe omroeporganisaties worden toegelaten, en hoe moet het met reclame op de televisie. Minister Bot had de Tweede Kamer beloofd dat het kabinet vóór 1 maart 1965 met een voorstel zou komen. En dat lukte niet.
Na een merkwaardig Tweede Kamerdebat, waarin oppositieleider Vondeling (PvdA) om inlichtingen vroeg en (demissionair) premier Marijnen zweeg, werd aan de formatie van een nieuw kabinet begonnen. In recordtempo (46 dagen) timmerde de KVP'er Cals een kabinet van KVP, PvdA en ARP in elkaar. En nog voor de verkiezingen van 1967 was er een Omroepwet.

## Voorgeschiedenis
Het kabinet-De Quay kwam in 1961 met een nota over de reclame-tv. Die nota was opgesteld door de staatssecretarissen Veldkamp (KVP) en Scholten (CHU). Het kabinet sprak zich er in uit voor invoering van commerciële televisie, naast de bestaande publieke omroep.
In 1963 wees een meerderheid van de Tweede Kamer (KVP, ARP en PvdA) de nota af. Zij verdedigden de belangen van hun geestverwante omroepen (KRO, NCRV en VARA). Er diende eerst duidelijkheid te komen over het toelaten van nieuwe omroepen, voordat sprake kon zijn van een 'open bestel'.

## Verkiezingen en formatie
Tijdens de formatie van het kabinet-Marijnen was het omroepbeleid een van de voornaamste geschilpunten tussen enerzijds KVP en ARP en anderzijds VVD en CHU. In het door Beel gesloten Akkoord van Wassenaar (de basis voor het regeerakkoord) was bepaald dat er een tweede televisienet zou komen, dat gevuld zou worden door de bestaande omroepen.
Daarnaast zou er een Pacificatiecommissie worden ingesteld die zich voor 1 juli 1965 moest uitspreken over de definitieve vulling van het tweede net en over het nieuwe omroepbestel. In de Pacificatiecommissie zaten onder meer enkele fractievoorzitters en omroepvoorzitters, maar ook vertegenwoordigers van potentiële nieuwe (commerciële) zenders.

## REM-eiland
Inmiddels was begin 1964 toch een nieuwe omroep van start gegaan: TV Noordzee. De omroep werd geëxploiteerd door de NV Reclame Exploitatie Maatschappij (REM). Deze omroep zond uit vanaf een productieplatform (in de volksmond REM-eiland geheten) van de scheepsbouwer Cornelis Verolme. Het REM-eiland bevond zich buiten de territoriale wateren. In korte tijd was de zender, waarvoor wel een speciale antenne nodig was om haar te kunnen ontvangen, razend populair geworden.
De bestaande omroepen en de regeringspartijen KVP en ARP zagen dit als een bedreiging. De Pacificatiecommissie eiste bovendien van het kabinet dat de uitzendingen vanaf het REM-eiland zouden worden verboden. Het kabinet stemde daarin toe en minister Scholten kwam met de Wet installaties Noordzee, ook wel "anti-REM-wet" genoemd. De wet stelt voorwaarden aan het plaatsen van installaties op de bodem van de Nederlandse deel van het Continentale Plat. Hierdoor werden de uitzendingen vanaf het REM-eiland illegaal, en kon daartegen worden opgetreden.
De VVD en een deel van de CHU, alsmede enkele KVP'ers moesten niets van die wet hebben. Onder druk van het kabinet stemden de gehele CHU en KVP uiteindelijk voor. De VVD bleef echter tegen. De wet trad op 12 december in werking. Op 17 december werd de apparatuur van het REM-eiland door de Rijkspolitie tijdens een actie met de Koninklijke Marine geconfisqueerd.

## Motie-Baeten
In oktober 1964 had de Pacificatiecommissie een interim-rapport uitgebracht. Daaruit bleek dat de commissie verdeeld was. De meerderheid wilde dat er een aparte organisatie kwam voor de exploitatie van televisiereclame, die de opbrengsten evenredig zou verdelen onder de bestaande omroepen. Een minderheid wilde de reclamegelden direct ten goede laten komen aan de omroepen.
De Tweede Kamermeerderheid van KVP, PvdA en ARP greep het meerderheidsstandpunt aan om het kabinet tot actie te dwingen. Zij wilden haast maken om ervoor te zorgen dat vóór de verkiezingen van 1967 de omroepkwestie was geregeld. Van strijd over commerciële omroep tijdens de verkiezingen verwachtten KVP en ARP (en PvdA) niet veel goeds.
De KVP'er Baeten kwam tijdens een vergadering van de vaste Commissie van Onderwijs, Kunsten en Wetenschappen op 3 december 1964 met een motie. Het kabinet moest voor 1 maart 1965 zijn visie kenbaar maken op de criteria voor toelating en op het (voorlopig) toelaten van reclame. De VVD sprak zich bij monde van woordvoerster Haya van Someren uit voor het direct legaliseren van de uit de REM-organisatie voortgekomen TROS. Minister Bot voelde daar niets voor. Hij kon wel leven met de motie-Baeten.

## Crisis
Het kabinet verspeelde hierna veel tijd, omdat minister-president Marijnen begin februari een bezoek bracht aan Suriname en de Nederlandse Antillen. De discussies in de ministerraad begonnen dan ook relatief kort voor 1 maart.
De ontwerp-nota die minister Bot had opgesteld, werd bovendien slecht ontvangen in het kabinet, met name bij de VVD-ministers. Zij voelden, na de anti-REM-wet, niets voor een nieuwe aanvaring met de eigen fractie.
Op 27 februari bleek dat de geschillen onoverbrugbaar waren. Minister-president Marijnen kon niets anders dan het ontslag van zijn kabinet aanbieden.

## Kamerdebat
Oppositieleider Vondeling wilde weten wat de redenen van de breuk waren geweest. Hij stelde dat hij advies moest uitbrengen aan de koningin over de kabinetscrisis en dat hij daarom wel moest weten wat zich had afgespeeld in het kabinet. Namens zijn fractie vroeg hij om een Tweede Kamerdebat en liet premier Marijnen naar de Tweede Kamer komen.
Uiteindelijk kwam de premier, maar via de voorzitter deelde deze mee dat hij zou zwijgen. Wat zich in het kabinet had afgespeeld was geheim en hij voelde zich niet geroepen daarover iets mee te delen.
Als dit de bedoeling had een eventuele lijmpoging niet bij voorbaat kansloos te maken dan was dat tevergeefs, want al snel moest geconcludeerd worden dat lijmen er niet in zat. Behalve de omroepkwestie waren er namelijk ook wrijvingen in het kabinet over het financiële beleid. VVD-minister Witteveen moest constateren dat er sprake was van een gat in de begroting (het "gat van Witteveen").

## Nieuw kabinet
Zonder verkiezingen werd daarom aangestuurd op een andere regeringscombinatie. De VVD werd in het (nieuwe) kabinet-Cals ingeruild voor de PvdA. Die partij was in 1958 uit de regering verdwenen en wilde graag weer eens meedoen. Vondeling had Luns willen opvolgen als minister van Buitenlandse Zaken, maar daar voelde de KVP niet voor. Uiteindelijk werd hij minister van Financiën.
Over de omroepkwestie werden de partijen het snel eens. Overigens haakte mede daardoor ook de CHU af.

## Omroepwet 1967
De nieuwe minister voor omroepzaken, de PvdA'er Vrolijk, kwam met een ontwerp-Omroepwet. Hoewel het kabinet-Cals in het najaar van 1966 ten val kwam, slaagde de meerderheid (KVP, ARP en PvdA) er toch in nog voor de verkiezingen van 1967 (die zelfs enkele maanden vervroegd waren) de Omroepwet in het Staatsblad te brengen.
Uiteindelijk was het minister Klompé (KVP) die het wetsvoorstel door beide Kamers loodste. De VVD en een meerderheid van de CHU stemden, met SGP, GPV, Boerenpartij, CPN, PSP, Vredeling (PvdA) en Moorman (KVP), tegen.